# Neudorf-Neubrow
Neudorf-Neubrow, auch Neudorf-Neubruch am Bug (polnisch „Nejdorf i Nejbrow“) war ein Ort am Fluss Bug.
1617 wurden dort Protestanten aus Deutschland und aus den Niederlanden, sogenannte Olędrzy (siehe Hauländer, auch Holländer) von Rafał Leszczyński angesiedelt. Das Gebiet gehörte zur Woiwodschaft Brześć Litewski in der Adelsrepublik Polen-Litauen.
Eine lutherische Gemeinde bestand ab 1617 und im 18. Jahrhundert wurde der Ort Zentrum des Kirchspiels Neudorf-Neubrow, und zwar als einer der ersten im litauischen Teil der Adelsrepublik. In der ersten Hälfte des 18. Jahrhunderts ersetzte in der Kirche in Neudorf die polnische Sprache die deutsche Sprache. Bei der Dritten Teilung Polens wurde es 1795 Russland angeschlossen und der Bug wurde zur neuen staatlichen Grenze. Ab 1832 gehörte Neudorf zum Kurländischen Konsistorialbezirk und war dort der Propstei Wilna zugeordnet. Administrativ gehörte es zum Gouvernement Grodno.
Nach dem Ende des Ersten Weltkriegs kam Neudorf-Neubrow zu Polen, Woiwodschaft Polesien, Powiat Brześć, Gemeinde Domaczewo. 1929 wurde nach dem Besuch des Präsidenten Ignacy Mościcki die Dorfnamen Neydorf auf Mościce Dolne und Neybruch auf Mościce Górne geändert. Im Jahr 1938 hatte die evangelische Pfarrgemeinde in Mościce im Bistum Lublin der Evangelisch-Augsburgischen Kirche Polens Filialgemeinden flussaufwärts im Süden am rechten Ufer in Zamostecz, (H)Olendry Zabuskie und (H)Olendry Świerzewskie.
1940 verließen die örtlichen Protestanten als Deutschstämmige den Ort bei ihrer Umsiedlung größtenteils ins Wartheland im Rahmen des Hitler-Stalin-Paktes. Die „holländischen“ Siedlungen auf der sowjetischen Seite des Bugs wurden zerstört. Mościce Dolne, ein Teil des Dorfs, der sich nach einer Änderung des Laufs des Bugs am linken Ufer befand, liegt heute an der polnischen Seite der Grenze und gehört der Gmina Sławatycze.
Reste eines lutherischen Friedhofs sind erhalten.